# Schoenorchis seidenfadenii
Schoenorchis seidenfadenii là một loài thực vật có hoa trong họ Lan. Loài này được Pradhan miêu tả khoa học đầu tiên năm 1978.